# Hlas (Repubblica Ceca)
Hlas (in italiano Voce) è un partito politico ceco. È stato fondato nel marzo 2019 da Pavel Telička e Petr Ježek, entrambi membri del Parlamento europeo eletti per ANO 2011. Il partito si è candidato alle elezioni del Parlamento europeo del 2019, ricevendo 56.449 voti (2,38%), non sufficienti per vincere alcun seggio.

## Storia
Il movimento Hlas è stato creato prima delle elezioni del Parlamento europeo nel maggio 2019, dopo che due eurodeputati del movimento ANO, Pavel Telička e Petr Ježek, hanno interrotto la loro cooperazione con il partito a causa del disaccordo con Andrej Babiš. Alle elezioni, però, il movimento ha ottenuto solo poco più del 2% dei voti e quindi non è potuto entrare al Parlamento europeo. Successivamente, Hlas ha collaborato con alcuni partiti di centrodestra durante le elezioni regionali dell'ottobre 2020, in particolare nelle regioni della Boemia centrale e di Olomouc. Il movimento ha ottenuto un rappresentante regionale, Pavel Telička, che ha corso in Boemia centrale in una coalizione con TOP 09 e i Verdi. Al tempo, era stata presa in considerazione la creazione di un'ampia piattaforma di centrodestra, in collaborazione con TOP 09, in occasione delle elezioni parlamentari del 2021, ma TOP 09 alla fine ha preferito altri partner.
Il 5 giugno 2021 il movimento ha tenuto un'assemblea, durante la quale il presidente, Pavel Telička, si è dimesso dal ruolo di presidente. L'Assemblea ha quindi eletto un nuovo presidente, Daniel Chlad, e il primo vicepresidente, Otto Sixtus Libal.

## Ideologia
Il movimento è europeista, difende i principi della democrazia liberale e promuove un'economia moderna. Supporta l'appartenenza della Repubblica Ceca nell'UE e nella NATO, e a livello europeo si adopera per approfondire il mercato interno e rafforzare la stabilità e la sicurezza economico-finanziaria. Promuove inoltre la riduzione degli oneri burocratici e la valorizzazione della diversità nazionale.

## Leadership
- Presidente – Daniel Chlad, direttore nel settore della logistica, regione di Karlovy Vary
  - Primo vicepresidente – Otto Sixtus Libal, specialista in marketing, studente di FHS UK, regione di Praga Capitale
    - Vicepresidente – Martin Převrátil, rappresentante del Consiglio municipale di Praga-Březiněves
    - Vicepresidente – Kateřina Novotná, esperta ambientale, regione di Praga Capitale
    - Vicepresidente – Michal Ruman, ingegnere informatico, regione di Moravia-Slesia